# Jamie Farr
Jamie Farr (vlastním jménem Jameel Joseph Farah) (1. července 1934, Toledo, Ohio) je americký televizní, filmový a divadelní herec. Proslavil se postavou desátníka (později seržanta) Maxwella Q. Klingera v americkém válečném sitkomu M*A*S*H.

## Biografie
Jamie Farr se narodil 1. července 1934 v Toledu v Ohiu, jako jediný syn kupce Samuela Faraha a jeho ženy Jamielie, která byla švadlenou. Jeho herecká kariéra začala v 11 letech, když vyhrál 2 dolary v místní soutěži talentů.

### Mládí a herecké začátky
Jamie Farr absolvoval Woodward High. Byl velmi a všestranně aktivní – po tři roky byl předsedou třídy, také napsal dvě varietní show, v nichž i hrál, byl editorem školních novin, prezidentem Radio clubu a manažerem fotbalového a basketbalového týmu. Stal se členem National Honor society a po absolvování se s rodinou přestěhoval do jižní Kalifornie, kde navštěvoval kurzy herectví na Pasadena Playhouse, kde jej objevil hledač talentů společnosti MGM. Získal svou první filmovou roli, duševně zaostalého studenta jménem Santini ve snímku The Blackboard Jungle (1955). V tomto svém debutu vystoupil ještě pod svým rodným jménem Jameel Farah. Později, při natáčení filmu The Greatest Story Ever Told (1965), si své jméno zjednodušil na Jamie Farr. 

### Televize
V roce 1954 si odbyl svůj televizní debut, když se jako host objevil v seriálu Dear Phoebe (1954–1955). Po návratu z armády si vybudoval televizní kariéru účinkováním v klasických amerických show jako The Red Skeleton Show (1951–1971), The Danny Kaye Show (1963–1967), The Dick Van Dyke Show (1961–1966), The Andy Griffith Show (1960–1968), My Three Sons (1960–1972), Gomer Pyle, U.S.M.C. (1964–1969), Get Smart (1965–1970) a mnoha dalších. 

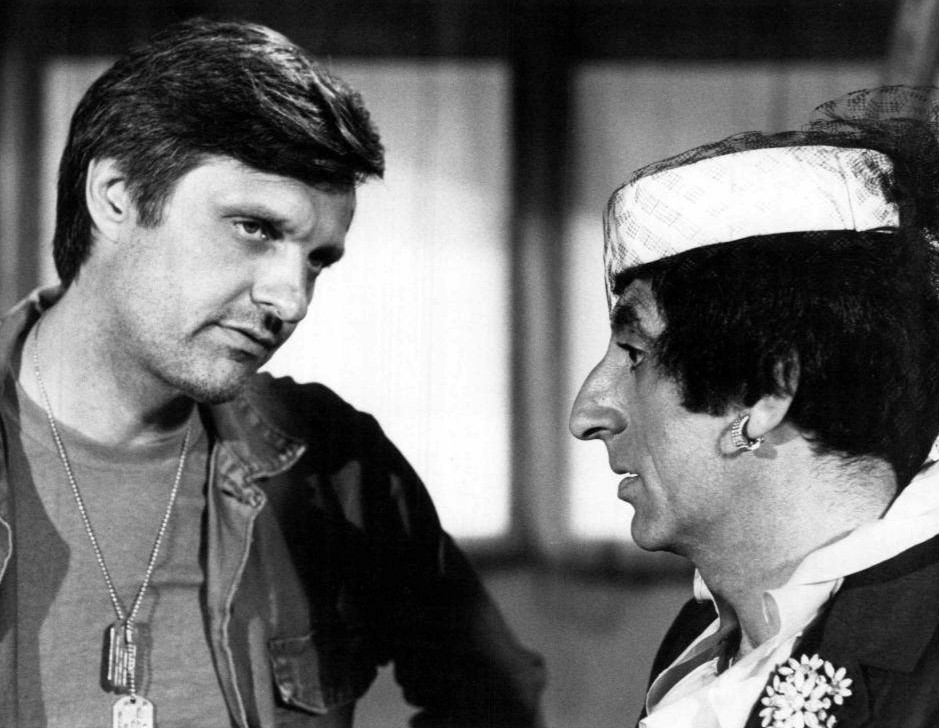
Farr jako Klinger (vpravo) s Alanem Aldou v seriálu M*A*S*H

Zlomem v jeho kariéře se stal rok 1972, kdy byl najat do jednoho dílu první sezóny seriálu M*A*S*H na jednodenní práci na epizodní roli pseudotransvestity Maxe Klingera, který usiluje o propuštění z armády na „paragraf 8“ (psychická nezpůsobilost). Jeho ztvárnění této postavy ale mělo takový úspěch, že se nakonec z jednorázové záležitosti stala práce na jedenáct let a světová proslulost. Ve třetí sezóně se Klinger stal stabilním členem osazenstva a zůstal jedním z protagonistů až do konce, přičemž během osmé sezóny dokonce nahradil postavu Radara O'Reillyho na pozici úředníka jednotky. Byl jedním z nemnoha herců seriálu (odehrávajícího se za korejské války), který v Koreji skutečně sloužil, i když až po válce. Role Klingera mu byla přizpůsobena na tělo – tak jako on sám byl i Klinger rodák z Toleda v Ohiu, libanonského původu, což v seriálu často hrdě zmiňoval.
Když byl M*A*S*H roku 1983 ukončen, zúčastnil se Farr coby Klinger ještě navazujícího seriálu AfterMASH (jako jeden ze tří veteránů z MASHe). Ten zpočátku vzbudil velký zájem, ale sledovanost rychle klesala a televize CBS po dvou letech projekt zastavila.

### Divadlo
Svůj profesionální debut si odbyl v roce 1954 v Los Angeles v divadelní produkci „Mr. Roberts“. Na divadelní prkna se po celou svou kariéru vracel. Zúčastnil se turné s Johnem Davidsonem se hrou Will Rogers’s Follies, zahrál si Oskara Madisona v národním turné s hrou The Odd Couple se seriálovým kolegou Williamem Christopherem. Na Broadwayi debutoval ve hře Guys and Dolls v roli Nathana Detroita. K dalším rolím ztvárněným na divadelních prknech patří Fagin v Oliverovi, Scrooge v A Christmas Carolových, Ali Hakim v Oklahomě a jiné.

### Film
Jamie Farr se objevil také na stříbrném plátně. Kromě filmu Blackboard Jungle (1955), kde si zahrál po boku Glenna Forda či Sidneyho Poitiera jsme jej mohli vidět ve filmech The Greatest Story Ever Told, Who’s Minding the Mint? (1967), dvou dílech The Cannonball Run (1981, 1984) s Burtem Reynoldsem nebo ve filmu Scrooged s Billem Murrayem.

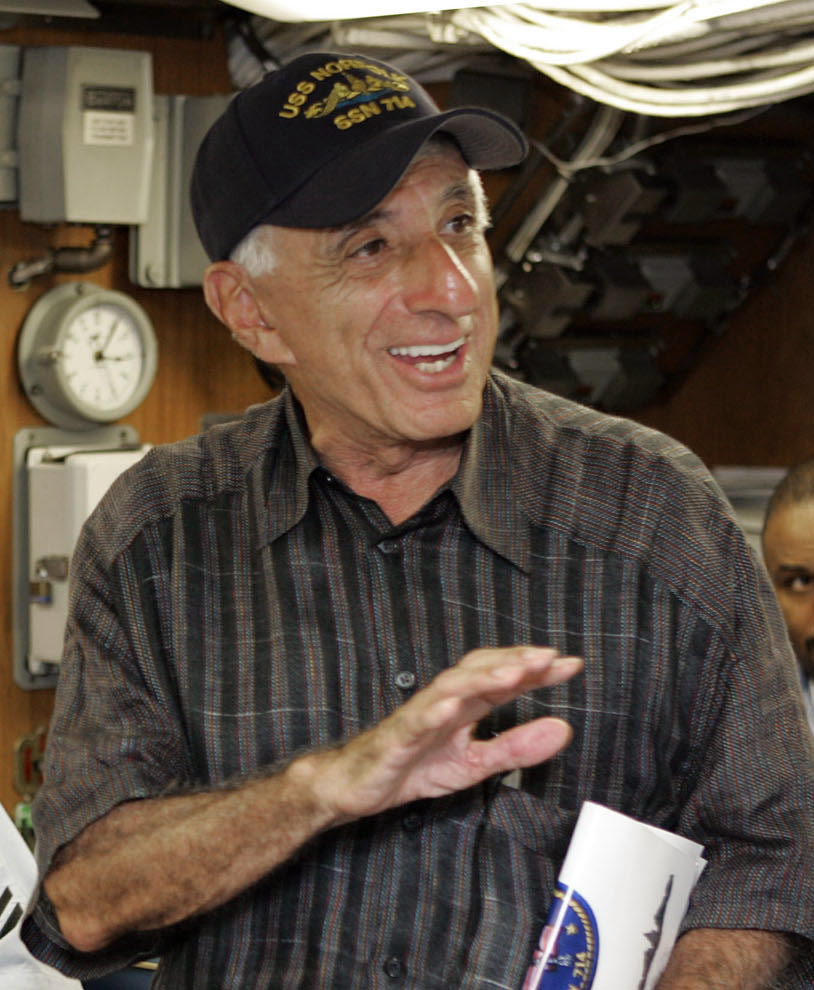
Jamie Farr v roce 2007

## Osobní život a ocenění
Má starší sestru Yvonne. V letech 1957–1959 sloužil v americké armádě v Jižní Koreji a Japonsku.  
Od roku 1963 je ženatý s Joy Ann Richards, s níž má dvě děti, syna Jonase a dceru Yvonne.  V 70. a 80. letech se manželé Farrovi zúčastnili Tattletales, zábavné soutěže televize CBS. 
V roce 1985 získal svou hvězdu na Hollywoodském chodníku slávy, na svém kontě má jednu nominaci na cenu Emmy, získal dva čestné doktoráty (University of Toledo, Medical college of Ohio), byl národním mluvčím pro Mars candy bars, IBM computers a After Six tuxedos. Hostil dva národní pořady v rádiu – A Maalox Moment a Kellogg’s Travelin Farr. Byl oceněn Ellis Island Medal of Honor. V roce 1994 vydal Jamie Farr knihu Just Farr Fun, ve které s humorem vzpomíná na herecký život a kariéru. 
V jeho rodném městě po něm pojmenovali park. Jeden z turnajů LPGA nese jeho jméno, The Jamie Farr Kroger Classic.

## Filmografie

### Herec
1. Bert & Becca (2007)(TV) – Adam
2. Rodinná válka (2005 – ) TV seriál – Albert
  - No Weddings and a Funeral (# 2.16)(1. 2. 2007)
3. That '70s Show (1998–2006) – Sám sebe
  - The Girl I Love (# 5.11)(7. 1. 2003)
  - That '70s Musical (# 4.24)(30. 4. 2002)
4. A Month of Sundays (2001) – Par Sundquist
5. Port Charles (1997 – 2003) TV seriál – Ernie
  - Episode 492 (30. 4. 1999)
6. Jsem do tebe blázen (1992 – 1999) – Dry Cleaner
  - Millennium Bug (# 7.16)(26. 4. 1999)
7. Diagnosis Murder (1993–2001) TV seriál – Doug Hanson
  - Drill for Death (# 5.15)(22. 1. 1998)
8. Arnaldovy patálie! (1996 – 2004) TV seriál – Mr. Wacko (hlas)
  - The High Life/Best Friends (# 2.10)(23. 11. 1997)
9. You Snooze You Lose (1995) – Dr. Hanley
10. Fearless Tiger (1994) – Sam Camille
11. Speed Zone! (1989) – The Sheik
12. Out of This World (1987 – 1991) TV seriál – Artie
  - Go West, young Mayor (# 2.9)(4. 12. 1988)
13. Scrooged (1988) – Jacob Marley
14. Murder, She Wrote (1984 – 1996) TV seriál – Theo Wexler
  - A Little Night Work (# 5.2)(30. 10. 1988)
15. Run Till You Fall (1988)(TV) – Michael Reuben
16. Curse II: The Bite (1988) – Harry Morton
17. Happy Hour (1987) – Crummy Fred
18. Combat High (1986)(TV) – plukovník Frierick
19. New Love American Style (1985–1986) TV seriál – ?
  - Love and the Earring (# 1.34)(6. 2. 1986)
20. A Masterpiece of Murder (1986)(TV) – Sám sebe
21. New Love American Style (1985–1986) TV seriál – ?
  - Love and the Second Honeymoon (# 1.1)(23. 12. 1985)
22. For Love or Money (1984)(TV) – Larry Melody
23. Cannonball Run II (1984) – The Sheik
24. The Love Boat (1977 – 1988) TV seriál – ?
  - Prisoner of Love/Youth Takes A Holiday/Don`t Leave Home Without It (# 7.4)(15. 10. 1983)
25. The Love Boat (1977 – 1988) TV seriál – ?
  - The Spoonmaker Diamond/Papa Doc/The Role Model/Julie`s Tycoon Part II. (# 6.8)(13. 11. 1982)
  - The Spoonmaker Diamond/Papa Doc/The Role Model/Julie`s Tycoon Part I. (# 6.7)(13. 11. 1982)
26. AfterMASH (1983 – 1984) TV seriál – Maxwell Q. Klinger
27. Return of the Rebels (1981)(TV) – Mickey Fine
28. The Cannonball Run (1981) – The Sheik
29. Murder Can Hurt You (1980)(TV) – Studsky
30. Amateur Night at the Dixie Bar and Grill (1979)(TV) – Snuffy McCann
31. Supertrain (1979) TV seriál – Wade Peters
  - Pirouette (# 1.7)(7. 5. 1979)
32. The Love Boat (1977 – 1988) TV seriál – Sugar Daddy
  - Computerman/Parlez-Vous/Memories of you (# 1.20)(13. 2. 1978)
33. Barnaby Jones (1973 – 1980) TV seriál – Marty Paris
  - Doomed Alibi (# 3.20)(11. 3. 1975)
34. Lucas Tanner (1974–1975) TV seriál – 23rd Precinet Police Officer
  - The Noise of a Quiet Weekend (# 1.19)(26. 2. 1975)
35. Amy Prentiss (1974–1975) TV seriál – Schwartz
  - Profile in Evil (# 1.3)(2. 2. 1975)
36. Kolchak: The Night Stalker (1974–1975) TV seriál – Jack Burton
  - Primal Scream (jako The Humanoid) (# 1.13)(17. 1. 1975)
37. Toma (1973–1974) – Barney
  - Indictment (# 1.20)(26. 4. 1974)
38. The New Scooby-Doo Movies (1972–1974) TV seriál – ?
39. Barnaby Jones (1973–1980) TV seriál – Man at scrap yard
  - Woman in the Shadows (# 2.22)(10. 3. 1974)
40. Arnold (1973) – Dybbi
41. The Blue Knight (1973)(TV) – Yasser Hafiz
42. Heavy Traffic (1973) – ?
43. Inch High, Private Eye (1973 – ) TV seriál – (hlas)
44. The Streets of San Francisco (1972–1977) TV seriál – Ernie Walker
  - A Collection of Eagles (# 1.17)(1. 2. 1973)
45. Emergency! (1972–1977) TV seriál – Alan Austin
  - Boot (# 3.19)(3. 3. 1973)
46. M*A*S*H (1972–1983) TV seriál – Cpl./Sgt. Maxwell Q. Klinger
47. Love, American Style (1969–1974) TV seriál – Cop
  - Love and the Alibi/Love and the Instant Father/Love and the Lovely Evening/Love and Lover's Lane/Love and the Split-Up (segment „Love and Lover's Lane“) (# 3.21)(18. 2. 1972)
48. The Chicago Teddy Bears (1971) TV seriál – Lefty
49. Tora! Tora! Tora! (1970) – English-language voice characterizations for multiple characters (voice)
50. Room 222 (1969–1974) TV seriál – ?
  - The New Boy (# 1.24)(4. 3. 1970)
51. Family Affair (1966–1971) TV seriál – Hippie
  - Flower Power (# 3.27)(7. 4 . 1969)
52. The Flying Nun (1967–1970) TV seriál – Policeman
  - Cast your Bread Upon the Waters (# 2.23)(20. 3. 1969)
53. Gomer Pyle, USMC (1964–1970) TV seriál – Effects Man
  - A Star Is Not Born (# 5.8)(22. 11. 1968)
54. Get Smart (1965–1970) TV seriál – Musician
  - The Impossible Mission (# 4.1)(21. 9. 1968)
55. With Six You Get Eggroll (1968) – Jo Jo
56. Garrison`s Gorillas (1967–1968) TV seriál – Tony
  - War and Crime (# 1.22)(13. 2. 1968)
57. The Flying Nun (1967–1970) TV seriál – Manuel
  - Sister Lucky (# 1.23)(1. 2. 1968)
58. Hondo (1967) TV seriál – Smithers
  - Hondo and the Gladiators (# 1.15)(15. 12. 1967)
59. Hondo (1967) TV seriál – John-Choo
  - Hondo and the Hanging Town (# 1.14)(8. 12. 1967)
60. Garrison`s Gorillas (1967–1968) TV seriál – Pablo
  - Black Market (# 1.13)(28. 11. 1967)
61. Who's Minding the Mint? (1967) – Mario
62. Out of Sight (1966) – ?
63. F Troope (1965–1967) TV seriál – Standup Bull
  - Too Many Cooks Spoil the Troop (# 1.28)(29. 3. 1966)
64. My favorite Martian (1963–1966) TV seriál – Fred
  - Virus M for Martian (# 3.26)(13. 3. 1966)
65. The Andy Griffith Show (1960–1968) TV seriál – Silvio the Gypsie
  - The Gypsies (# 6.23)(21. 2. 1966)
66. Laredo (1965–1967) TV seriál – First Indian
  - That's Noway, Thataway (# 1.18) 20. 1. 1966)
67. I Dream of Jeannie (1965–1970) TV seriál – Achmed
  - Get me to Mecca on Time (# 1.16)(8. 1. 1966)
68. F Troope (1965–1967) TV seriál – Geronimo's Friend
  - Our Hero—What's His Name (# 1.17)(4. 1. 1966)
69. The Lucy Show (1962–1968) TV seriál – Brave
  - Lucy the Rain Goddess (# 4.15)(3. 1. 1966)
70. Ride Beyond Vengeance (1966) – Pete
71. Burke`s Law (1963–1966) TV seriál – Zava
  - A Very Important Russian Is Missing (# 3.15)(29. 12. 1965)
72. Gomer Pyle, USMC (1964–1970) TV seriál – Sergeant
  - Gomer Pyle, D. O. W. (# 2.15)(24. 12. 1965)
73. Ben Casey (1961–1966) TV seriál – Bloom
  - Why did the Day Go Backwards (# 5.13)(6. 12. 1965)
74. My favorite Martian (1963–1966) TV seriál – Benny
  - Avenue „C“ Mob (# 3.12)(28. 11. 1965)
75. The Loved One (1965) – Waiter at English Club
76. The Greatest Story Ever Told (1965) – Thaddaeus
77. The Donna Reed Show (1958–1966) TV seriál – The Waiter
  - With This Ring (# 8.25)(23. 9. 1965)
78. Burke`s Law (1963–1966) TV seriál – Clinic Informant
  - Operation Long Shadow (# 3.2)(22. 9. 1965)
79. My Three Sons (1960–1972) TV seriál – Itchie
  - The Coffeehouse Set (# 5.10)(29. 11. 1964)
80. Hazel (1961–1966) TV seriál – Tony
  - Let`s Get Away from it All (# 3.31)(16. 4. 1964)
81. The Danny Kaye Show (1963–1967) TV seriál – ?
  -  ? (# 1.6)(30. 10. 1963)
82. Hazel (1961–1966) TV seriál – Tony
  - Barney Hatfield, where are you? (# 2.5)(18. 10. 1962)
83. The Dick Van Dyke Show (1961–1966) TV seriál – Charlie, the Snappy service Man
  - Sally is a Girl (# 1.13)(19. 12. 1961)
  - To Tell or not to Tell (# 1.8)(14. 11. 1961)
  - Washington vs. the Bunny (# 1.4)(24. 10. 1961)
  - Sally and the Lab Technician (# 1.3)(17. 10. 1961)
84. The Rebel (1959–1961) TV seriál – Pooch
  - Two Weeks (# 2.28)(26. 3. 1961)
85. Las Vegas Beat (1961)(TV) – Gopher
86. The Rebel (1959–1961) TV seriál – Theodore
  - Panic (# 1.5)(1. 11. 1959)
87. No Time for Sergeants (1958) – Lt. Gardella (co-pilot) (as Jameel Farah)
88. The 20th Century Fox Hour (1955–1957) TV seriál – Pablo
  - End of a Gun (# 2.8)(9. 1. 1957)
89. Three Violent People (1956) – Pedro Ortega (as Jameel Farah)
90. Diane (1956) – Count Rilolfi's Squire
91. The Red Skelton Show (1951–1971) TV seriál – Snorker
  - Desert Island (# 5.27)(15. 5. 1956)
92. Kismet (1955) – Orange Merchant
93. Blackboard Jungle (1955) – Santini (as Jameel Farah)
94. Dear Phoebe (1954–1955) TV seriál – Teenager at the malt shop
  - Mind Over Muscle (# 1.22)(4. 2. 1955)

### Televizní speciály, varietní a jiné televizní programy
1. The Chuck Barris Story: My Life on the Edge (12/10/2006)(TV) – Sám sebe
2. 9am with David & Kim (2006 – ) Talk show – Sám sebe
  - Guests: Jamie Farr, Arianne Spratt & Natasha Stott-Despoja (1. 12. 2006)
3. Sunrise (2003 – ) Talk Show – Sám sebe
  - Guest: Natalie Barr, Melissa Doyle, Jamie Farr & David Koch (29. 11. 2006)
4. Mornings with Kerri-Anne (2002 – ) Talk show – Sám sebe
  - Guest: Jamie Farr (29. 11. 2006)
5. The 100 Most Unexpected TV Moments (2005)(miniseriál) – Sám sebe
6. The 100 Most Memorable TV Moments (2004)(miniseriál) – Sám sebe
7. Pyramid (2002–2004) Game Show – Sám sebe
  - Guests: Jamie Farr & Loretta Swit (6. 2. 2004)
8. Hollywood Squares (1998–2004) Game show – Sám sebe
  - Guests: Bob Eubanks, Jamie Farr, Monty Hall, Tom Kennedy, Rose Marie, Jaye P. Morgan, Rod Roddy, Nipsey Russell, Betty White & Jo Anne Worley (3.–7. 11. 2003)
9. CBS at 75 (2003)(TV) – Sám sebe
10. M*A*S*H: 30th Anniversary Reunion (2002)(TV) – Sám sebe/Cpl. (později Sgt.) Maxwell Q. Klinger (archivní záběry)
11. Confession of a Dangerous Mind (2002) – Sám sebe (archivní záběry)
12. 50 Years of Funny Females (1995)(TV) – Sám sebe (archivní záběry)
13. Memories of M*A*S*H (1991)(TV) – Sám sebe/Maxwell Q. Klinger (archivní záběry)
14. Rodney Dangerfield's The Really Big Show (1991)(TV) – Sám sebe
15. Scrabble (1984–1993) Game show – Sám sebe
  - Guests: John Davidson, Marc Summers, Jamie Farr & Peter Tomarken (1. 1. 1987)
16. Wordplay (1986–1987) Game Show – Sám sebe
17. Super Password (1984–1989) Game show – Sám sebe
  - Guests: Jamie Farr & Marsha Warfield (3. 3. 1989)
  - Guests: Jamie Farr & Dionne Warwick (14. 11. 1988)
  - Guests: Jamie Farr & Emma Samms (6. 6. 1988)
  - Guests: Jamie Farr & Edie McClurg (7. 12. 1987)
  - Guests: Jamie Farr & Stuart Pankin (7. 9. 1987)
  - Guests: Jamie Farr & Catherine Hickland (30. 3. 1987)
  - Guests: Jamie Farr & Teresa Ganzel (24. 11. 1986)
  - Guests: Jamie Farr & Lindsay Bloom (18. 8. 1986)
  - Guests: Jamie Farr & Martha Smith (10. 3. 1986)
  - Guests: Jamie Farr & Gary Burghoff (23. 12. 1985)
  - Guests: Jamie Farr & Gary Burghoff (11. 11. 1985)
  - Guests: Jamie Farr & Shelley Smith (10. 6. 1985)
  - Guests: Jamie Farr & Constance McCashin (25. 3. 1985)
  - Guests: Jamie Farr & Lauri Hendler (31. 12. 1984)
  - Guests: Jamie Farr & Shelley Smith (24. 12. 1984)
18. Anything For a Laugh: Twenty Years of the Best of the Chuck Barris Show (1985)(TV) – Sám sebe
19. Circus of the Stars #9 (1984)(TV) – Sám sebe
20. Star Search (1983–2004) Game show – uvaděč
  - Episode #2.2 (16. 9. 1984)
21. The Tonight Show Starring Johnny Carson (1962–1992) Talk show
  - Guests: David Brenner, Jamie Farr, Peggy Lee & Joan Riversová (25. 6. 1984)
22. Hot Potato (1984) Game show – Sám sebe
  - Guests: Dorothy Lyman, Jamie Farr, Brad Garrett & Michael Winslow (21. 5. 1984)
23. Circus of the Stars #8 (1983)(TV) – Sám sebe
24. Circus of the Stars #6 (1981)(TV) – Sám sebe
25. Making M*A*S*H (1981)(TV) – Sám sebe
26. Battle of the Network Stars IX. (1980)(TV) – Sám sebe (kapitán týmu CBS)
27. Celebrity Whew! (1979–1980) Game show – Sám sebe
  - Guests: Trish Stewart & Jamie Farr (8. 4. 1980)
28. The Hollywood Squares (1965–1982) Game Show – Sám sebe
  - Guests: Bernie Kopell, Elayne Boosler, Jamie Farr, Frankie Valli, Wayland & Madame, Phyllis Diller, George Gobel, Melissa Gilbert, Vincent Price (31. 3. 1980)
  - Guests: Jamie Farr, Marcia Wallace, Robert Fuller, Robert Goulet, Paul Lynde, Sandy Duncan, Harvey Korman, Ja'net DuBois, Jay Leno (21. 11. 1977)
  - Guests: Jamie Farr, Ren Woods, John Ritter, Elke Sommer, Paul Lynde, Lynn Anderson, George Gobel, Carol Lawrence, Mike Connors (11. 7. 1977)
29. Kraft Salutes Disneyland's 25th Anniversary (1980)(TV) – Sám sebe
30. Circus of the Stars #4 (1979)(TV) – Sám sebe
31. Circus of the Stars #3 (1979)(TV) – Sám sebe
32. Battle of the Network Stars VI. (1979)(TV) – Sám sebe (kapitán týmu CBS)
33. The $1.98 Beauty Show (1978–1980) Game show – soudce
34. Battle of the Network Stars III. (1977)(TV) – Sám sebe (člen týmu CBS)
35. To Say the Least (1977–1978) Game show – Sám sebe
  - Guests: Jamie Farr, Rita Moreno, Mackenzie Phillips & Paul Sylvan (26. 12. 1977)
  - Guests: Jed Allan, Jamie Farr, Carol Lawrence & Jo Anne Worley (19. 12. 1977)
  - Guests: Jamie Farr, Ruta Lee, Jo Ann Pflug & Soupy Sales (12. 12. 1977)
  - Guests: Jamie Farr, Earl Holliman, Kelly Lange & Jo Anne Worley (14. 11. 1977)
  - Guests: Jamie Farr, Mitzi McCall, Martin Milner & Rita Moreno (7. 11. 1977)
  - Guests: Jamie Farr, Robert Fuller, Lee Meriwether & Rita Moreno (3. 10. 1977)
36. The Mike Douglas Show (1961–1982) Talk Show – Sám sebe
  - Guests: Jamie Farr, Peter Isacksen, Stan Kann, Wendy Pini & Phil Seuling (28. 7. 1977)
  - Guests: Jamie Farr, Flip Wilson, Angie Dickinson & Gene Hackman (17. 5. 1977)
  - Guests: Tony Bennett, Jamie Farr, John V. Lindsay, Hank Garcia & 5th Dimension (6. 7. 1976)
  - Guests: Jamie Farr, Phyllis Diller, Anita Bryant, Pat Cooper, The Spinners, William Christopher, Mike Farrell & Bobby Riggs (10. 2. 1976)
  - Guests: Chad Everett, Jamie Farr, Vicki Carr & Michael Landon (7. 11. 1975)
  - Guests: Peter Falk, Jamie Farr, Sarah Vaughan & George Shearing (8. 8. 1975)
  - Guests: Dyan Cannon, Jamie Farr, Julie DeJohn, Irwin Corey, Don Stewart & Tavares (15. 4. 1975)
37. American Bandstand (1957–1989) Variety show – Sám sebe
  - Guests: The Staple Singers, C.W. McCall & Jamie Farr (3. 1. 1976)
38. Dinah! (1974–1981) Talk show – Sám sebe
  - Guests: Jamie Farr, The Lettermen, Robert Merrill, Alan Young, Jessica Walter (29. 1. 1975)
39. The Gong Show (1976–1980) Game show – Sám sebe
40. Bob Hope in Joys (1976)(TV) – Jamie Farr
41. The Magnificent Marble Machine (1975–1976) Game show – Sám sebe
  - Guests: Jamie Farr, Earl Holliman, Joan Riversová & Jo Anne Worley (29. 12. 1975)
42. Showoffs (1975) Game show – Sám sebe
  - Guests: Maxene Andrews, Gary Burghoff, Clifton Davis & Jamie Farr (10. 11. 1975)
43. The Johnny Carson Show (1955–1956) Variety show – pianista
  - Guests: Eva Gabor (19. 1. 1956)